# 罪案心理小组X
《罪案心理小组X》（英語：Visible Lie），2018年中国刑侦剧。本剧改编自作家摸底牌的小说《诡案追凶》，由张超、米露、李晨浩、王润泽领衔主演，搜狐视频于2018年11月22日首播。

## 播出时间
| 频道        | 所在地   | 播映日期       | 播出时间             | 备注 |  |
| ----------- | -------- | -------------- | -------------------- | ---- |  |
| 搜狐视频    | 中国大陆 | 2018年11月22日 |                      |      |  |
| 新传媒8频道 | 新加坡   | 2019年         | 星期一 22:30 - 23:00 |      |  |
| astro全佳HD | 马来西亚 | 2021年4月12日  | 每日 19:00 - 19:45   |      |  |

## 演员列表

### 主要演员
| 演員   | 角色   | 介紹 |
| 张超   | 徐朗   | 宜庆公安大学犯罪学教授，微表情专家，天蝎座，自我，聪明，毒舌，爱炫耀，外表游戏人间，内心敏感细腻，摄影发烧友，拳皇游戏狂热爱好者。 |
| 米露   | 丁嘉琪 | 犯罪心理小组成员之一，刑侦专员，双鱼座，爱幻想，正能量，胆小怕鬼，武力担当，容易受骗，第六感极强。                                 |
| 李晨浩 | 唐森   | 公安部犯罪心理专家，犯罪侧写师，摩羯座，绅士，讲原则，保守派，工作狂魔，天生的领导者。                                             |
| 王润泽 | 謝磊   | 犯罪心理小组成员之一，天下黑客，双子座，嘴炮，幽默，开心果，漫画迷，网瘾少年，信息百事通。                                         |

### 其他演员
| 演員   | 角色   | 介紹 |
| 王今心 | 李正南 |      |
| 宋恩逸 | 李天海 |      |